# 香港導遊總工會
香港導遊總工會（Hong Kong Tour Guides General Union，簡稱: GTU），是按香港的《職工會條例》 (第332章)於2006年5月24日新成立的職工組織，附共香港工會聯合會屬會團體，目的是維護會員(導遊)的利益。 
香港導遊總工會的會員是服務於香港入境旅客的前線工作人員，包括領隊及導遊。 